# Luka Luković
Luka Luković (in serbo Лука Луковић?; Belgrado, 16 ottobre 1996) è un calciatore serbo, centrocampista dell'IMT Belgrado.

## Biografia
Suo fratello Miloš Luković è a sua volta un calciatore professionista.

## Carriera

### Club
Ha giocato nella prima divisione dei campionati serbo e belga.

### Nazionale
Ha giocato nella nazionale serba Under-19.